# Kanton Arudy
Der Kanton Arudy war von 1790 bis 2015 ein französischer Wahlkreis im Arrondissement Oloron-Sainte-Marie im Département Pyrénées-Atlantiques in der Region Aquitanien.

## Geschichte
Der Kanton wurde am 4. März 1790 im Zuge der Einrichtung der Départements als Teil des damaligen "Distrikts Oloron" gegründet.
Mit der Gründung der Arrondissements am 17. Februar 1800 wurde der Kanton als Teil des damaligen Arrondissements Oloron neu zugeschnitten.
Siehe auch Geschichte Pyrénées-Atlantiques und Geschichte Arrondissement Oloron-Sainte-Marie.

## Geografie
Der Kanton grenzte im Norden an den Kanton Pau-Sud, im Osten an den Kanton Nay-Ouest, im Süden an den Kanton Laruns und im Westen an den Kanton Oloron-Sainte-Marie-Est.

## Gemeinden
Der Kanton bestand aus zehn Gemeinden:
| Gemeinde          | Einwohner Jahr | Fläche km² | Bevölkerungsdichte | Code INSEE | Postleitzahl |
| ----------------- | -------------- | ---------- | ------------------ | ---------- | ------------ |
| Arudy             | 2.189 (2013)   | 28,23      | 78 Einw./km²       | 64062      | 64260        |
| Bescat            | 269 (2013)     | 6,81       | 40 Einw./km²       | 64116      | 64260        |
| Buzy              | 946 (2013)     | 16,7       | 57 Einw./km²       | 64157      | 64260        |
| Castet            | 158 (2013)     | 23,53      | 7 Einw./km²        | 64175      | 64260        |
| Izeste            | 448 (2013)     | 6,84       | 65 Einw./km²       | 64280      | 64260        |
| Louvie-Juzon      | 1.089 (2013)   | 55,65      | 20 Einw./km²       | 64353      | 64260        |
| Lys               | 345 (2013)     | 15,4       | 22 Einw./km²       | 64363      | 64260        |
| Rébénacq          | 683 (2013)     | 10,5       | 65 Einw./km²       | 64463      | 64260        |
| Sainte-Colome     | 359 (2013)     | 9,35       | 38 Einw./km²       | 64473      | 64260        |
| Sévignacq-Meyracq | 572 (2013)     | 14,81      | 39 Einw./km²       | 64522      | 64260        |